# USS Chopper (SS-342)
USS Chopper (SS/AGSS/IXSS-342) là một  tàu ngầm lớp Balao được Hải quân Hoa Kỳ chế tạo trong Chiến tranh Thế giới thứ hai. Nó là chiếc tàu chiến duy nhất của Hải quân Hoa Kỳ được đặt cái tên này, theo tên một loài trong họ Cá thu ngừ. Hoàn tất quá trễ để có thể tham gia Thế Chiến II, nó được nâng cấp trong khuôn khổ Dự án GUPPY IA, tiếp tục phục vụ trong giai đoạn Chiến tranh Lạnh và xếp lại lớp như tàu ngầm phụ trợ AGSS-342 và IXSS-342. Sau khi gặp tai nạn mất kiểm soát độ sâu vào năm 1969, nó được cho ngừng hoạt động và cuối cùng bị đắm trong khi sử dụng như một mục tiêu thực hành ngoài khơi Đại Tây Dương vào năm 1976.

## Thiết kế và chế tạo
Thiết kế của lớp Balao được cải tiến dựa trên  tàu ngầm lớp Gato dẫn trước, là một kiểu tàu ngầm hạm đội có tốc độ trên mặt nước cao, tầm hoạt động xa và vũ khí mạnh để tháp tùng hạm đội chiến trận. Khác biệt chính so với lớp Gato là ở cấu trúc lườn chịu áp lực bên trong dày hơn, và sử dụng thép có độ đàn hồi cao (HTS: High-Tensile Steel), cho phép lặn sâu hơn đến 400 ft (120 m). Con tàu dài 311 ft 9 in (95,02 m) và có trọng lượng choán nước 1.526 tấn Anh (1.550 t) khi nổi và 2.424 tấn Anh (2.463 t) khi lặn. Chúng trang bị động cơ diesel dẫn động máy phát điện để cung cấp điện năng cho bốn động cơ điện, đạt được công suất 5.400 shp (4.000 kW) khi nổi và 2.740 shp (2.040 kW) khi lặn, cho phép đạt tốc độ tối đa 20,25 hải lý trên giờ (37,50 km/h) và 8,75 hải lý trên giờ (16,21 km/h) tương ứng. Tầm xa hoạt động là 11.000 hải lý (20.000 km) khi đi trên mặt nước ở tốc độ 10 hải lý trên giờ (19 km/h) và có thể hoạt động kéo dài đến 75 ngày.
Tương tự như lớp Gato dẫn trước, lớp Balao được trang bị mười ống phóng ngư lôi 21 in (530 mm), gồm sáu ống trước mũi và bốn ống phía phía đuôi tàu, chúng mang theo tối đa 24 quả ngư lôi. Vũ khí trên boong tàu gồm một hải pháo 4 inch/50 caliber, một khẩu pháo phòng không Bofors 40 mm nòng đơn và một khẩu đội Oerlikon 20 mm nòng đôi, kèm theo hai súng máy .50 caliber. Trên tháp chỉ huy, ngoài hai kính tiềm vọng, nó còn trang bị ăn-ten radar SD phòng không và SJ dò tìm mặt biển. Tiện nghi cho thủy thủ đoàn bao gồm điều hòa không khí, thực phẩm trữ lạnh, máy lọc nước, máy giặt và giường ngủ cho hầu hết mọi người, giúp họ chịu đựng cái nóng nhiệt đới tại Thái Bình Dương cùng những chuyến tuần tra kéo dài đến hai tháng rưỡi.
Chopper được đặt lườn tại xưởng tàu của hãng Electric Boat Company ở Groton, Connecticut vào ngày 2 tháng 3, 1944. Nó được hạ thủy vào ngày 4 tháng 2, 1945, được đỡ đầu bởi bà G. S. Beebe, và được cho nhập biên chế cùng Hải quân Hoa Kỳ vào ngày 25 tháng 5, 1945 dưới quyền chỉ huy của Hạm trưởng, Thiếu tá Hải quân S. Filipone.

## Lịch sử hoạt động

### 1945 - 1969
Khởi hành từ Căn cứ Tàu ngầm Hải quân New London vào ngày 4 tháng 7, 1945, Chopper chỉ đi đến Trân Châu Cảng vào ngày 21 tháng 9, sau khi Nhật Bản chấp nhận đầu hàng vào ngày 15 tháng 8, giúp chấm dứt vĩnh viễn cuộc xung đột. Nó rời Trân Châu Cảng vào ngày 24 tháng 10, và đi đến cảng nhà mới San Diego, California vào ngày 30 tháng 10. Nó lên đường vào ngày 2 tháng 1, 1946 để đi sang Philippines, nơi nó huấn luyện và hoạt động tại chỗ cho đến ngày 11 tháng 5, khi nó quay trở về San Diego. Lượt hoạt động tiếp theo là một chuyến tuần tra mô phỏng đến Trung Quốc, kéo dài từ ngày 28 tháng 7 đến ngày 9 tháng 11, 1947. Sau khi tiếp tục hoạt động tại vùng bờ Tây trong suốt năm 1948, nó rời San Diego vào ngày 14 tháng 3, 1949, băng qua kênh đào Panama để đi sang vùng bờ Đông, đến cảng nhà mới Key West, Florida vào ngày 4 tháng 4. Chiếc tàu ngầm hoạt động dọc bờ biển Đại Tây Dương và vùng biển Caribe cho đến ngày 15 tháng 9, 1950, khi nó đi vào xưởng tàu của hãng Electric Boat Co. để được hiện đại hóa trong khuôn khổ Chương trình Công suất đẩy dưới nước lớn hơn (GUPPY IA), giúp cải thiện đáng kể tốc độ lặn dưới nước và tầm xa hoạt động.
Hoàn tất việc nâng cấp, Chopper quay trở lại Key West vào ngày 23 tháng 5, 1951 để tiếp tục hoạt động huấn luyện. Nó lên đường vào ngày 7 tháng 1, 1952 cho một lượt phục vụ cùng Đệ Lục hạm đội tại Địa Trung Hải cho đến ngày 20 tháng 5. Chiếc tàu ngầm quay trở lại hoạt động thường lệ tại vùng bờ Đông, rồi tham gia cuộc tập trận trong Khối NATO tại Đại Tây Dương từ ngày 12 tháng 9 đến ngày 14 tháng 10. Nó thường xuyên có những chuyến đi đến Căn cứ Hải quân vịnh Guantánamo, Cuba, và hoạt động tại chỗ cho đến ngày 25 tháng 5, 1959, khi nó lại có một lượt phục vụ cùng Đệ Lục hạm đội tại Địa Trung Hải, tham gia cuộc tập trận đặc biệt tại đây trước khi quay trở về Key West vào ngày 9 tháng 8. Con tàu tiếp tục hoạt động thường lệ ngoài khơi bờ biển Florida và tại vùng biển Caribe, và phục vụ như là mục tiêu huấn luyện cho các hạm tàu nổi.

#### Tai nạn
Vào ngày 11 tháng 2, 1969, Chopper tham gia một đợt huấn luyện chống tàu ngầm ngoài khơi bờ biển Cuba phối hợp cùng tàu khu trục Hawkins (DD-873) khi nó bị hỏng mạch điện. Lúc đó con tàu đang di chuyển với vận tốc 7–9 kn (8,1–10,4 mph; 13–17 km/h) ở độ sâu 150 ft (46 m), với mũi tàu hơi chúi xuống dưới. Chỉ trong vòng vài giây nó nghiêng xuống với góc 45° và phần mũi tàu đạt đến độ sâu 440 ft (130 m). Do mất điện, sĩ quan chỉ huy không thể liên lạc với phòng vận hành, nhưng thượng sĩ Ken Taylor phụ trách chính phòng vận hành đã chủ động ra lệnh chạy lui hết tốc độ. Bất chấp mọi nỗ lực để kiểm soát con tàu, chạy lui hết mức và đẩy nước ra khỏi các thùng dằn, góc chúi xuống tiếp tục gia tăng; và sau một phút kể từ khi mất điện con tàu gần như chúi mũi thẳng đứng, mũi tàu ước lượng đến độ sâu 1.011 ft (308 m), và phần đuôi tàu khoảng 720 ft (220 m).
Đến lúc này các nỗ lực kiểm soát con tàu bắt đầu có hiệu quả. Chopper bắt đầu giảm độ nghiêng, cân bằng và phần mũi lại hướng lên, con tàu lại hướng lên mặt nước. Tốc độ trồi lên ngày càng tăng, và con tàu lại ở tư thế gần như thẳng đứng với mũi tàu hướng lên mặt nước. Khoảng hai phút kể từ khi mất điện, Chopper trồi lên mặt nước gần như thẳng đứng, cả phần phía trước con tàu cho đến tháp chỉ huy nhô lên trên mặt biển trước khi rơi trở lại. Quán tính trọng lượng con tàu khiến nó chìm xuống độ sâu 200 ft (61 m) trước khi nổi trở lại, cân bằng trên mặt nước. Nó quay trở lại cảng bằng chính động lực của mình.

### 1969 - 1976
Thanh tra sau tai nạn cho thấy lườn tàu bị hư hại cấu trúc nặng nề sau khi lặn rất sâu và trồi lên nhanh chóng. Chopper được cho xuất biên chế vào ngày 27 tháng 8, 1969.
Chopper được xếp lại lớp như một tàu ngầm phụ trợ với ký hiệu lườn AGSS-342 vào năm 1969, và được sử dụng như tàu huấn luyện cố định cho nhân sự Hải quân Dự bị Hoa Kỳ tại New Orleans, Louisiana cho đến năm 1971, khi Hải quân hủy bỏ chương trình tàu ngầm dự bị. Nó lại được xếp lại lớp như một tàu ngầm tiện ích không phân loại với ký hiệu lườn IXSS-342 vào năm 1971, và được sử dụng cho việc huấn luyện giải cứu và cứu nạn cho đến năm 1976. Cuối cùng lườn tàu được sử dụng như mục tiêu thực hành cho tàu ngầm Spadefish (SSN-668). Tuy nhiên vào ngày 21 tháng 7, 1976, đang khi được kéo đi như một mục tiêu thực hành, nó đắm ngoài khơi bờ biển Florida. Xác tàu nằm ở độ sâu 2.400 sải (4.400 m).